# Aspicarpa pulchella
Aspicarpa pulchella är en tvåhjärtbladig växtart som först beskrevs av August Heinrich Rudolf Grisebach, och fick sitt nu gällande namn av O'donell och Lourteig. Aspicarpa pulchella ingår i släktet Aspicarpa och familjen Malpighiaceae. Inga underarter finns listade i Catalogue of Life.